# Карабёрк
Карабёрк (азерб. Qarabörk) — село в Уджарском районе Азербайджана.

## География
Село расположено на Ширванской равнине в 3 км от районного центра Уджар.

## Этимология
Название села связывается с одним из кыпчакских племён —  карабёрками.

## Население
По материалам посемейных списков на 1886 год, в селе Карабюркъ Геокчайского уезда Бакинской губернии имелся 101 дым и 526 жителей и все «татары»-шииты (азербайджанцы-шииты), (271 мужчина и 255 женщин).
«Кавказский календарь», на 1915 год, упоминает село Карабюркское Геокчайского уезда с азербайджанским («татарским» по источнику) населением численностью 517 человек.
По Азербайджанской сельскохозяйственной переписи 1921 года в Карабюрк Уджарского сельского общества Геокчайского уезда Азербайджанской ССР проживало 812 человек (180 хозяйств). Преобладающая национальность — тюрки-азербайджанцы.
По данным на 1977 год численность населения села была 2206 человек.